# 中松江站
中松江站（日语：／ Naka-Matsue eki */?）是位於和歌山縣和歌山市松江中三丁目3番1號，南海電氣鐵道（南海）的加太線車站。車站編號為NK44-2。

## 歷史
- 1912年（明治45年）6月16日 - 加太輕便鐵道開業，同日車站啟用。
- 1930年（昭和5年）12月22日 - 公司改名為加太電氣鐵道。
- 1942年（昭和17年）2月1日 - 公司合併，成為南海鐵道車站。
- 1944年（昭和19年）6月1日 - 公司合併，成為近畿日本鐵道車站。
- 1947年（昭和22年）6月1日 - 路線轉讓至南海電氣鐵道。

## 車站構造
車站是一座地面車站，設有1面2線的島式月台。車站大樓位於車站南邊靠近和歌山市站一方。月台與車站大樓設有站內平交道連接。

### 月台
| 月台 | 路線   | 上下行 | 方向         |
| ---- | ------ | ------ | ------------ |
| 1    | 加太線 | 下行   | 加太方向     |
| 2    | 加太線 | 上行   | 和歌山市方向 |

## 使用狀況
在2019年（令和元年）度調査結果中，1日平均上下車人次為883人。在南海所有車站（100座車站）中排名74位，在加太線車站（和歌山市站除外，8座車站）排名第4位。
以下為各年度1日平均上下車人次變化。
| 年度   | 1日平均 上下車人次 | 排名 |
| ------ | ------------------ | ---- |
| 1980年 | 4,029              |      |
| 1985年 | 3,110              |      |
| 1990年 | 2,610              |      |
| 1995年 | 2,347              |      |
| 2000年 | 1,691              |      |
| 2001年 | 1,605              |      |
| 2002年 | 1,507              |      |
| 2003年 | 1,455              |      |
| 2004年 | 1,359              |      |
| 2005年 | 1,304              |      |
| 2006年 | 1,255              |      |
| 2007年 | 1,245              |      |
| 2008年 | 1,232              |      |
| 2009年 | 1,130              |      |
| 2010年 | 1,122              |      |
| 2011年 | 1,071              |      |
| 2012年 | 1,001              |      |
| 2013年 | 1,050              |      |
| 2014年 | 960                |      |
| 2015年 | 942                |      |
| 2016年 | 922                |      |
| 2017年 | 927                | 74位 |
| 2018年 | 926                | 74位 |
| 2019年 | 883                | 74位 |

## 車站周邊
站前設有和歌山市政廳松江聯絡所。車站北方設有縣道，該處設有河西社區中心。車站南邊設有民居。
- 和歌山松江北郵局
- 和歌山市立河西中學
- 和歌山市立松江小學

## 相鄰車站
南海電氣鐵道
 加太線
東松江（NK44-1）－中松江（NK44-2）－八幡前（NK44-3）

## 注腳
1. 中松江駅 - 南海電鉄（日語）
2. ↑  ハンドブック南海2020 鉄道事業PDF（日語）
3. ↑  令和元年度和歌山県公共交通機関等資料集PDF（日語）

## 外部連結
- 中松江 - 南海電氣鐵道（日語）